# يواش يواش (مسرحية)
مسرحية كويتية كوميدي عرضت في عام 2006 من تأليف بدر محارب وإخراج أحمد السلمان و من بطولة (عبدالناصر درويش - زهرة عرفات - حسن البلام - محمد الشعيبي - بدر الشعيبي).

## تمثيل
| اسم الممثل      | الدور        |
| --------------- | ------------ |
| عبدالناصر درويش | ناصر / غنيمه |
| حسن البلام      | حسن          |
| زهره عرفات      | زهروه        |
| احمد السلمان    | بو ناصر      |
| علي سلطان       | الخال        |
| بدر الطيار      | زوج زهروه    |
| محمد الشعيبي    | الاخ         |
| بدر الشعيبي     | الاخ الاصغر  |